# خفالیبوگووو، استان کویافسکو-پومورسکی
خفالیبوگووو (به لاتین: Chwalibogowo؛ تلفظ لهستانی: [xfalibɔˈɡɔvɔ]) یک منطقهٔ مسکونی در لهستان است که در گمینا لوبینگ کویاوسکی واقع شده‌است. خفالیبوگووو ۹۰ نفر جمعیت دارد.